# Кузьмина, Эдварда Борисовна
Эдва́рда Борисовна Кузьмина (род. 15 декабря 1937) — российский литературный критик и редактор. Дочь литературоведа Бориса Кузьмина и переводчицы Норы Галь. Член редколлегии литературного журнала «Слово\Word» (Нью-Йорк).

## Биография
Окончила Московский областной педагогический институт имени Крупской. Публикуется с 1956 г. Автор статей и рецензий в журналах «Знамя», «Новый мир», «Литературное обозрение» и др., посвящённых творчеству Виктора Астафьева, Василия Шукшина, Феликса Кривина, Рэя Брэдбери, Джона Чивера и других русских и зарубежных авторов. В журналах «Семья и школа», «Детская литература», «Пионер» печатала также статьи о книгах для детей. Одновременно Эдварда Кузьмина более 25 лет работала редактором в издательстве «Книга» (со дня его основания в 1964 г.), в том числе с такими авторами, как Н. Я. Эйдельман, Ю. М. Лотман, Ю. В. Манн, В. И. Порудоминский, В. Э. Вацуро, А. А. Аникст, Р. М. Кирсанова. Статьи Эдварды Кузьминой, обобщающие её редакторский опыт, публиковались в сборниках «Редактор и книга».
В 1990—2000-е гг. составила и подготовила для различных издательств ряд изданий А. Сент-Экзюпери, Р. Брэдбери, Ф. Брет Гарта, Т. Драйзера и других зарубежных авторов. Занималась также публикацией творческого наследия своей матери Норы Галь и различных материалов о ней, включая подготовку сборника «Нора Галь. Мама Маленького принца» (2019), составленного из переписки Норы Галь с читателями, издательствами, коллегами, а также статей и воспоминаний.
Избранные сочинения Кузьминой собраны в книгу «Светя другим: Полвека на службе книгам» (М.: Издательский дом «Юность», 2006. — 368 стр.). Высоко оценивая её, Валентин Лукьянин пишет: «Книг редактора я что-то и не припомню, тут Эдварда Борисовна Кузьмина, мне кажется, торит нехоженную тропу». В свою очередь Данила Давыдов отмечал, что в своей книге «Эдварда Кузьмина выступает как участник великой эпохи литературных открытий, причём осуществляемых как в рамках собственной культуры, так и за её пределами».

## Семья
- Первый муж — Владимир Легошин (1940—2021), архитектор.
  - Сын — поэт и литературный деятель Дмитрий Владимирович Кузьмин (род. 1968).
- Второй муж — Владимир Савватьевич Боровинский (1936—2001), преподаватель, автор предисловия к собранию сочинений О. Генри (2000).

## Избранные публикации
Автор
- Кузьмина Э. Б. Светя другим: полвека на службе книгам. — М.: Юность, 2006. — 367 с. — ISBN 5-88653-079-7.

Составитель
- Апрель в Париже : зарубежная новелла в переводах Норы Галь / Предисл., сост. Э. Кузьминой и Д. Кузьмина. — М.: Центр книги Рудомино, 2012. — 734 с. — (Мастера художественного перевода). — 2000 экз. — ISBN 978-5-91922-012-1.
- Сент-Экзюпери А. Сочинения : [Повести, сказка, репортажи, очерки, письма] / [Пер. с фр.]; [Сост.: Э. Б. Кузьмина и В. С. Боровинский]. — М.: Кн. палата, 2000. — 991 с. — (Книжная палата). — 5000 экз. — ISBN 5-7000-0323-6.
- О.Генри. Сочинения / [Пер. с англ.] ; [Сост. Э. Кузьмина]. — М.: Кн. палата, 2000. — 1135 с. — (Книжная палата). — 5000 экз. — ISBN 5-7000-0302-3.
- Гарт Ф. Б. Сочинения : [Роман, повести, рассказы и очерки, стихи] / [Пер. с англ.] ; [Сост. Э. Кузьмина]. — М.: Кн. палата, 2000. — 1136 с. — (Книжная палата). — 5000 экз. — ISBN 5-7000-0012-1.
- Звезда по имени Галь. Заповедная зона : Сб. фантаст. рассказов / [Пер. с англ.] Норы Галь ; [Сост. Э. Кузьмина]. — М.: Мир, 1999. — 508 с. — (Зарубежная фантастика. Классика). — 10 000 экз. — ISBN 5-03-003348-3.
- Звезда по имени Галь. Земляничное окошко : Сб. фантаст. рассказов / [Пер. с англ.] Норы Галь ; [Сост. Э. Кузьмина]. — М.: Мир, 1999. — 510 с. — (Зарубежная фантастика. Классика). — 10 000 экз. — ISBN 5-03-003347-5.
- Гарт Ф. Б. Сочинения : В 3 т. / [Пер. с англ.] ; [Сост. Э. Кузьмина]. — М.: ТЕРРА-Кн. клуб, 1998. — (Большая библиотека приключений и научной фантастики). — ISBN 5-300-02138-5.
- Брэдбери Р. Сочинения : В 2 т. / [Пер. с англ.] ; [Сост. Э. Кузьмина]. — М.: ТЕРРА, 1997. — (Большая библиотека приключений и научной фантастики). — ISBN 5-300-01190-8.
- Голоса пространства : Избр. заруб. фантастика / [Пер. с англ. и фр.] Норы Галь ; [Сост. Э. Кузьмина]. — М.: Новатор, 1997. — 430 с. — (Б-ка заруб. фантастики). — ISBN 5-85862-110-4.
- Планета Норагаль : Сб. заруб. фантастики / [Пер. с англ. и фр.] Норы Галь ; [Сост. Э. Кузьмина]. — СПб.: Лениздат, 1996. — 524 с. — (Б-ка для детей. 2-я серия). — 10 000 экз. — ISBN 5-289-01835-2.
- Кузьмин Б. А. О Голдсмите, о Байроне, о Блоке... / [Сост. Н. Галь, Э. Кузьмина]. — М.: Худож. литература, 1977. — 308 с.